# AMC Networks International
AMC Networks International este o divizie a AMC Networks care operează în afara Statelor Unite. AMC Networks comandă și distribuie canale TV, conținut și servicii video. Companiile și unitățile de afaceri operaționale ale diviziei dețin și operează în prezent în joint ventiure un total de 68 de canale TV de marcă și conduc o suită de servicii digitale, la cerere și pe bandă largă în Europa. În total, canalele și fluxurile de transmisiune ajung la 382 de milioane de case. AMC Networks International oferă de asemenea și un set de servicii digitale avansate, cum ar fi vânzări de anunțuri și soluții de difuzare la operatori de canale internaționale.
Compania a fost numită inițial Chellomedia și făcea parte din Liberty Global. În 2013, a fost vândută la AMC Networks (o fostă subsidiară a Cablevision) și redenumită ca AMC Networks International.

## Unități de afacere
AMC Networks International își conduce afacerile prin patru unități de afacere:
- AMC Networks International UK (EMEA)
- AMC Networks International Central Europe
- AMC Networks International Latin America
- AMC Networks International Southern Europe

## Canale de televiziune

### România
- AMC
- CBS Reality (în parteneriat cu Paramount International Networks)
- Extreme Sports Channel
- Film Cafe
- Film Mania
- JimJam
- Minimax
- TV Paprika

### Alte canale

#### Curente
- AMC (canal TV european)
- AMC (America Latină)
- AMC Break (Spania și Portugalia)
- AMC Crime (Spania și Portugalia)
- Biggs (în parteneriat cu NOS)
- Blast
- Blaze (în parteneriat cu A+E Networks UK)
- Canal Cocina
- Canale marca CBS (în parteneriat cu Paramount International Networks)
  - CBS Reality
  - CBS Justice (Africa)
- Crime + Investigation (în parteneriat cu A+E Networks UK)
- Dark
- Decasa
- El Gourmet
- Europa Europa
- Extreme Sports Channel
- Enfamilia
- Film & Arts
- Film Café
- Film Mania
- História (în parteneriat cu A+E Networks International)
- Kids TV Russia[4][5][6]
- Kinowelt TV
- Más Chic
- Odisea/Odisseia
- Outdoor Channel Asia-Pacific and EMEA (în parteneriat cu Kroenke Sports Entertainment și Rock International Holdings)
- Selekt
- Shorts TV (în parteneriat cu Shorts International)
- Sol Música
- Somos
- Sport 1
- Sport 2
- Sport M
- Spektrum TV
- Spektrum Home
- SundanceTV Spain
- SundanceTV Poland
- XTRM
- ZooMoo Asia-Pacific and Latin America (în parteneriat cu Beach House Kids, NHNZ și Rock Entertainment Holdings)

#### Foste
- AMC Asia
- C8
- CBS Drama (Polonia)
- CBS Action
- CBS Europa
- CBS Justice (Regatul Unit)
- Canal Panda (Spania)
- Horror Channel (Italia)
- Eva
- Eva+
- MOV
- Megamax
- OBN
- SundanceTV Africa
- SundanceTV France
- SundanceTV Middle East
- SundanceTV Latinoamérica